# Meenoplus saegeri
Meenoplus saegeri är en insektsart som beskrevs av Synave 1961. Meenoplus saegeri ingår i släktet Meenoplus och familjen Meenoplidae. Inga underarter finns listade i Catalogue of Life.